# 3969 Rossi
3969 Rossi è un asteroide della fascia principale. Scoperto nel 1978, presenta un'orbita caratterizzata da un semiasse maggiore pari a 2,2204928 au e da un'eccentricità di 0,1253541, inclinata di 2,14585° rispetto all'eclittica.
L'asteroide è dedicato all'architetto italiano naturalizzato russo Carlo Rossi.